# Katsuko Saruhashi
Katsuko Saruhashi (猿橋 勝子) (22 mars 1920 - 29 septembre 2007) est une géochimiste japonaise. Elle est la première à avoir mesuré le niveau de dioxyde de carbone dans l'eau de mer et à montrer également les dangers des retombées radioactives dans l'atmosphère et dans l'eau de mer. En plus de ca, elle a recherché les usages non militaires de l'énergie nucléaire. 
Son autre grand domaine d'importance consistait à augmenter le nombre et le statut des femmes scientifiques, en particulier au Japon. Elle a créé à la fois la Société des femmes scientifiques japonaises et le prix Saruhashi, qui est décerné chaque année à une femme scientifique qui sert de modèle aux jeunes femmes scientifiques.
Parmi ses autres distinctions, elle a été la première femme élue au Conseil scientifique du Japon, à obtenir un doctorat en chimie de la prestigieuse université de Tokyo et à remporter le prix Miyake en géochimie.
Elle a fait partie de la société géochimique et de la société océanographique du Japon.

## Éducation et carrière
Saruhashi est née à Tokyo et a été diplômée au collège impérial des sciences (actuellement l'université Tōhō) en 1943. Elle a ensuite rejoint l'institut de recherches météorologiques à l'observatoire central météorologique. Elle y a travaillé au laboratoire de géochimie avec Yasuo Miyake qu'elle a rencontré lorsqu'elle était à l'université et qui devient son mentor. En 1950, Miyake lui recommande de mesurer le niveau de dioxyde de carbone dans l'eau de mer à une époque où la mesure de ce gaz n'était pas répandue, elle a donc développé ses propres outils de mesure. En 1957, elle achève son doctorat sur les caractéristiques du carbonate. Elle devient la première femme de l'université de Tokyo à réaliser une thèse en chimie. En 1958, elle fonde la société des femmes scientifiques japonaises pour promouvoir les femmes dans les sciences et contribuer à la paix dans le monde.

## Recherches
Après les essais nucléaires menés sur l'atoll de Bikini lors de l'opération Castle de 1954, le thonier japonais Daigo Fukuryū Maru est contaminé et Kuboyama Aikichi, l'opérateur radio du navire, meurt moins de sept mois plus tard en septembre 1954 d'un syndrome d'irradiation aiguë. Le gouvernement japonais demande au laboratoire de géochimie d'analyser et de surveiller le taux de radioactivité dans l'eau de mer et dans l'eau de pluie. Miyake confie cette mission à Saruhashi. Ses recherches ont montré que des retombées radioactives ont été retrouvées au Japon un an et demi après un test de bombe américaine sur l'atoll de Bikini. Elle a ensuite étudié ces retombées dans d'autres parties du monde. Ces recherches ont été utilisées par les manifestants du mouvement antinucléaire pour faire pression sur les États-Unis et la Russie jusqu'au traité d'interdiction partielle des essais nucléaires en 1963. 
Saruhashi a ensuite repris ses mesures de dioxyde de carbone dans l'eau de mer et a découvert que l'eau de l'océan Pacifique libérait deux fois plus de dioxyde de carbone qu'il n'en absorbait. Ces résultats nuancent les capacités d'absorption du dioxyde de carbone des océans. En 1979, Saruhashi a été nommée directrice du laboratoire de recherches géochimiques, elle a démissionné de ce poste l'année suivante. En 1980, elle a été la première femme à faire partie du conseil scientifique du Japon. En 1981, elle a fondé le prix Katsuko Saruhashi qui récompense une femme japonaise pour ses contributions à la recherche en sciences naturelles. En 1990, après la mort de Yasuo Miyake, elle devient directrice de l'association de recherche en géochimie qu'il avait fondé à Tokyo. Saruhashi meurt le 29 septembre 2007 à Tokyo d'une pneumonie à l'âge de 87 ans.

## Récompenses et honneurs
- 1981 : Prix spécial Avon pour les femmes
- 1985 : Prix Miyake de Géochimie
- 1993 : prix Tanaka de la société japonaise d'océanologie